# Grewia grandifolia
Grewia grandifolia là một loài thực vật có hoa trong họ Cẩm quỳ. Loài này được Pulle mô tả khoa học đầu tiên năm 1912.